# Що означає ім'я?
«Що означа́є ім'я́?» (англ. What's in a Name?) — науково-фантастичний детектив американського письменника  Айзека Азімова, вперше опублікований у червні 1956 року журналом «The Saint Detective Magazine». Увійшов до збірки «Детективи Азімова» (1968).

## Сюжет
Неназваний детектив прибуває, щоб розслідувати загадкову смерть у бібліотеці.
Луелла-Мері Буш і Сьюзен Морі були відомі як «бібліотечні близнючки» через їх зовнішню схожість. Вони працювали бібліотекарками у бібліотеці хімічного інституту. Луелла померла після того як випила чай з добавкою ціаніду калію.
Сьюзен стверджує, що то Луелла хотіла її отруїти, оскільки в них була суперечка через хлопця, але випадково переплутала чашки.
Відвідувачі бібліотеки не можуть розпізнати, хто з дівчат працював, а хто заварював чай. Один із відвідувачів є іноземцем і він тільки пам'ятає, що дівчина посміхнулась йому, коли він назвав своє ім'я.
Детектив доводить, що вбивцею була Сьюзен, яка готувала чай, оскільки вона не пам'ятає імені іноземця, запевняючи, що воно якесь звичайне.
Детектив стверджує, що Морі не могла б забути прізвища іноземця, оскільки він однофамілець Бейльштейна, автора «Довідник Бейльштейна» — енциклопедії з шістдесяти томів хімічних сполук і реакцій.